# Varan
Varan (バラン Baran?)  es un monstruo ficticio, o kaiju, que apareció por primera vez en la película de 1958 Daikaijū Varan, dirigida por Ishirō Honda y producida y distribuida por Toho. Varan es representado como un reptil prehistórico gigante capaz de planear, y aparecería en la película de 1968 Kaijū Sōshingeki, la novena película de la franquicia Godzilla. 

## Visión general
En su primera aparición, Varan es un kaiju que vive en un lago de agua salada dentro del valle Kunishiroshima, donde los nativos lo conocen como Baradagi-Sanjin. Mata a un dúo de expedición y luego destruye por completo un pueblo cercano. El monstruo procede a atacar a Tokio hasta que los militares lo engañan para que coma bombas. Después de que algunos detonen en su estómago, Varan está herido de muerte y escapa al océano. Después de que estalla la bomba final, Varan es derrotado. 
Varan reaparece en Kaijū Sōshingeki viviendo en Monsterland con muchos otros monstruos, incluidos Godzilla, Mothra, Kumonga, Anguirus, Baragon, Minilla, Rodan, Gorosaurus y Manda. Varan se ve en la versión de pantalla ancha de la película, planeando unirse a los otros monstruos de la Tierra para luchar contra King Ghidorah, aunque en realidad no participa en la lucha. Dentro del contexto de la película en sí, solo se ve en los monitores de Monsterland al principio de la película, deslizándose hacia el suelo antes de la lucha climática al final de la película, y en la última escena deslizándose en el aire como un modelo estático. en lugar de como actor en un traje. Nunca se menciona por su nombre en esta película y su rugido no se escucha. 
Varan hace un cameo en Godzilla: Final Wars usando imágenes de Daikaijū Varan durante la narración al principio, alegando que Varan fue uno de los muchos monstruos que surgieron debido a la devastación que trajeron las Guerras Mundiales, junto con Gezora, Baragon, Gaira, Titanosaurus y Megaguirus. 
Varan mide 50 metros de alto y pesa 15,000 toneladas métricas.

### Apariencia y habilidades
Eiji Tsuburaya y Akira Watanabe basaron el diseño de Varan en el de un lagarto Draco, Godzilla y un kappa. El nombre Varan se deriva de Varanus pater, o "padre de lagartos". Sin embargo, también puede recibir el nombre del género de lagartos monitor Varanus. En sus apariciones cinematográficas, Varan no tiene habilidades especiales como aliento ardiente o radiactivo. Sin embargo, puede deslizarse a velocidades de Mach 1.5, y tiene una fila de espinas a lo largo de su cuerpo que pueden brindar protección.

## Apariciones
En uno de los primeros borradores de lo que se convertiría en Chikyū Kogeki Meirei Gojira tai Gaigan, Varan se habría unido a Godzilla y Rodan en la defensa de la Tierra contra King Ghidorah, Gigan y un nuevo monstruo que nunca antes se había visto con el nombre de Mogu. Shusuke Kaneko, director de la popular trilogía de Gamera de Heisei, había considerado originalmente a Varan, junto con Anguirus, para protagonizar Godzilla, Mothra, King Ghidorah: Daikaijū Sōkōgeki como antagonistas de Godzilla. Sin embargo, Varan y Anguirus fueron reemplazados por los muchos más populares Mothra y King Ghidorah. Se dice que el diseñador del traje se comprometió al darle algunas de las características faciales de Varan a Ghidorah. 

### Películas
- Daikaijū Varan (1958)
- Kaijū Sōshingeki (1968)
- Godzilla: Final Wars (2004, cameo en metraje)

### Videojuegos
- Godzilla: Monster of Monsters (NES - 1988)
- Kaijū-ō Godzilla (Game Boy - 1993)
- Godzilla Trading Battle (PlayStation - 1998)
- Godzilla: Unleashed (Wii - 2007)

### Literatura
- Godzilla 2000 (novela - 1997)
- Godzilla: Rulers of Earth (cómic - 2013-2015)
- Godzilla in Hell (cómic - 2015)

## Curiosidades
- En un canal de YouTube llamado: BobTanaka, hay muchos videos que comienzan con la palabra (Kaiju Appreciations;) y nombran a un kaiju para hacer una canción, en el caso de Varan es Somewhere I Belong de Linkin Park. 
  - Otros monstruos que aparecen en los vídeos de BobTanaka son: Moguera (qué utiliza la canción Hero de Skillet [5])

- Wikimedia Commons alberga una categoría multimedia sobre Varan.